# Esperanza Márquez
Esperanza Márquez, María Esperanza Márquez Escudero, más conocida como Polola (Sevilla, 10 de julio de 1973) es una remera española. Compitió en el evento de doble scull de peso ligero femenino en los Juegos Olímpicos de verano de 1996 de Atlanta.

## Biografía
Esperanza Márquez comenzó a remar en 1986 en el Club Náutico de Sevilla compitiendo en campeonatos tanto regionales como nacionales. En 1988 después de su formación técnica y crecimiento físico debutó en el Campeonato de España en Mequinenza, Zaragoza, y al año siguiente consiguió la medalla de oro en la categoría cadete en Bañolas, Gerona.
En 1990 tras proclamarse subcampeona de España de skiff participó en las regatas internacionales de Brandemburgo, Alemania, consiguiendo medalla de plata en 4x y en Mâcon, Francia, plata en 4x y oro en ocho con timonel (8+) en el Campeonato del Mundo de Aiguebelette-le-Lac, Francia terminó en 11.º posición en 4x. Formó parte así de la primera tripulación femenina que España llevó a la competición olímpica de remo. En 1991 se proclamó cuarta en skiff en Villareal de álava.
En 1992 en la categoría sénior no formó parte del equipo nacional español que participó en los Juegos de Barcelona. Sin embargo en la regata internacional celebrado en Piediluco, Italia, logró el cuarto puesto en cuatro sin timonel (4-).Más tarde, integró el ocho con timonel español en las regatas de Gante, Bélgica, y París, Francia subiendo al podio y fue a la Copa de las Naciones con el cuádruple scull nacional consiguiendo un 4.º puesto. En el Nations Cup participó en 1993 en Ioannina, Grecia, en 1994 en París consiguió la 4.ª plaza en cuádruple scull, Groninga, Holanda 1995.
En el año 2000 abandonó el remo profesional con 26 años por la dificultad de compaginarlo con sus estudios.
Comenzó a disputar las regatas anuales entre Sevilla y Betis de unos 6000 metros.

## Premios y reconocimientos
- Premio a la Remera Veterana del año[8]